# Meulaboh
Meulaboh är en kabupatenhuvudort i Indonesien. Den ligger i provinsen Aceh, i den västra delen av landet, 1 700 km nordväst om huvudstaden Jakarta. Antalet invånare är 35 062 (2014).

## Jordbävningen 2004
Meulaboh var en av de hårdast drabbade orterna vid jordbävningen i Indiska oceanen 2004. Innan jordbävningen och den följande tsunamin hade staden cirka 120 000 invånare. Av dessa dog ungefär 40 000 och ytterligare 50 000 blev hemlösa.

## Geografi
Meulaboh ligger på norra Sumatras Stillahavskust. Terrängen runt Meulaboh är mycket platt.
Klimatet i området är tempererat. Årsmedeltemperaturen i trakten är 16 °C. Den varmaste månaden är januari, då medeltemperaturen är 25 °C, och den kallaste är mars, med 0 °C. Genomsnittlig årsnederbörd är 3 355 millimeter. Den regnigaste månaden är november, med i genomsnitt 431 mm nederbörd, och den torraste är juli, med 133 mm nederbörd.